# Temnocyon
Temnocyon es un género extinto de mamífero carnívoro de la familia Amphicyonidae (oso-perro) que vivió desde el Oligoceno al Mioceno inferior en América del Norte,  hace entre 30,3—20,6 millones de años aproximadamente.

## Taxonomía
Temnocyon fue nombrado por Cope (1879). Su especie tipo es  Temnocyon altigenis. Fue asignado a Amphicyonidae po Cope (1879) y Carroll (1988); y a Temnocyoninae por Hunt (1998).

## Morfología
Legendre y Roth examinaron un único espécimen para averiguar su masa corporal. Se estimó que el espécimen pesaba 21,3 kg (47,0 lb).

## Distribución fósil
Los primeros fósiles se registran en Norteamérica en Logan Butte en los lechos del John Day 29–29,5 m.a., en la formación Sharps en área de Wounded Knee , Dakota del Sur 28–29,5 m.a. y en formación Gering en Wildcat Hills, Nebraska 28,3 m.a. Estos primeros Temnocyonines  alcanzaron el tamaño de coyotes o lobos pequeños (15–30 kg) son identificados por una dentición muy especializada. Las últimas apariciones  documentadas de Temnocyonines se encuentran en sedimentos en el noroeste de Nebraska del noroeste y sureste de  Wyoming.